# Polana declivata
Polana declivata är en insektsart som beskrevs av Freytag 2007. Polana declivata ingår i släktet Polana och familjen dvärgstritar. Inga underarter finns listade i Catalogue of Life.